# الدبايه العليا (أسلم)

تعديل مصدري - تعديل

الدبايه العليا هي إحدى قرى عزلة أسلم اليمن بمديرية أسلم التابعة لمحافظة حجة، بلغ تعداد سكانها 95 نسمة حسب تعداد اليمن لعام 2004.